# Taira no Munemori
Taira no Munemori (平宗盛, 1114][118)) était le fils et héritier de Taira no Kiyomori, et l'un des commandants en chef du clan Taira durant la guerre de Gempei.

## Biographie
En 1181, alors que son père git sur son lit de mort, il déclare, parmi ses dernières volontés, que toutes les affaires du clan doivent être placées entre les mains de Munemori. Son fils aîné, et favori, Shigemori étant mort, Munemori était le suivant dans l'ordre de succession.
Munemori reprend donc la tête des Taira dans la lutte contre les Minamoto soutenus par l'empereur retiré Go-Shirakawa, mais la guerre tourne en leur défaveur en 1183, après que Minamoto no Yoshinaka eut remporté une victoire majeure à la bataille de Kurikara le 2 juin, et les Taira doivent abandonner la capitale, Kyōto, emportant avec eux le jeune empereur Antoku dans leur fuite vers l'ouest et leurs forteresses de Shikoku et Kyūshū. Durant la fuite, Munemori commande à la bataille de Shinohara contre les forces de Yoshinaka, mais celui-ci parvient à remporter la victoire et les Taira doivent continuer leur fuite.
À la fin de l'année, il installe une cour temporaire à Yashima (aujourd'hui Takamatsu) juste au large de Shikoku et commence à reconstituer les forces Taira, profitant des luttes intestines dans le camp Minamoto. Ces luttes terminées, Minamoto no Yoshitsune reprend la guerre contre les Taira et les force de nouveau à fuir à l'issue de la bataille de Yashima, le 22 mars 1185.
Le 25 avril, Munemori commande à nouveau les forces Taira à la bataille navale décisive de Dan-no-ura, qui voit la victoire finale des Minamoto et l'anéantissement du clan Taira. Munemori et son fils sont capturés, mais Minamoto no Yoritomo ayant refusé de les recevoir, ils sont exécutés sur le chemin les ramenant à Kyōto vers la fin de l'année 1185.